# Tour de la Parada
 (novembre 2023).
La tour de la Parada était un pavillon de chasse dans les environs de Madrid sur le mont du Pardo (Parc régional de la cuenca alta del Manzanares) non loin du palais du Pardo. Vers 1635-1640 ce fut l'un des principaux projets architecturaux de Philippe IV d'Espagne, grand amateur de chasse qui désirait un pavillon de repos dans la zone après ses journées de courses. La tour est célèbre pour sa riche décoration et ses nombreuses toiles de maîtres, parmi lesquels Rubens et Velasquez.

## Architecture et utilisation
Le palais était un édifice de deux étages rectangulaires terminé par une tour et un chapiteau dans le goût des Asturies. À la suite d'une décision de Philippe IV en 1635, le bâtiment fut construit  d'après les plans de l'architecte Juan Gómez de Mora. Il s'agissait en fait de la transformation et de l'agrandissement d'une petite forteresse à quatre tours d'angles, élevée par l'architecte Luis de Vega entre 1547 et 1549 sur ordre du futur roi Philippe II.
Philippe IV s'installa dans la Tour de la Parada et au Palais du Buen Retiro (mais il avait conçu la première comme un « anti-Buen Retiro »). Il devait servir de retraite et de lieu de repos pour le roi et ses invités.
Le bâtiment fut détruit en totalité en 1714 par un incendie provoqué par les troupes autrichiennes lors de la guerre de Succession d'Espagne, et il n'en reste que des représentations d'époque. 

## Les œuvres et les peintres
La tour était surtout connue pour abriter une grande collection de peintures mythologiques d'après Ovide, commandées à Rubens en 1636. Le cycle comptait 63 toiles de grands formats et fut réalisé à Anvers d'après des ébauches de Rubens qui se réserva la réalisation de 14 de ces toiles, d'autres étant exécutées par ses collaborateurs habituels, parmi lesquels Jacob Jordaens, Theodoor van Thulden, Erasmus Quellinus II et Jan Cossiers, tandis que Félix Castelo et Jusepe Leonardo se chargeaient d'une série de paysages dédiés aux vues des « sites royaux ». Vélasquez exécuta trois toiles sur le thème de la chasse : une du roi, Philippe IV chasseur, une de son frère, Le cardinal-infant Fernando d'Autriche chasseur, et la dernière du prince héritier, le Prince Baltasar Carlos chasseur, auxquels s'ajoutèrent les « philosophes »  (Ésope, Ménippe et Le Repos de Mars) et quelques-uns de ses portraits de bouffons.
C'était une décoration dans la ligne des images du pouvoir classiques à la cour d'Espagne de l'époque. Lorsqu'on fit l'inventaire de la tour en 1700, elle comptait 176 toiles. À partir de 1710, le bâtiment fut entièrement pillé.
Aujourd'hui, la majeure partie des toiles qui ont survécu à l'incendie sont conservées au Musée du Prado, mais jusqu'en 2018 peu sont exposées pour des problèmes d'espace.
A cette date, elles furent regroupées dans une salle du dernier étage, dans la galerie nord, après les rénovations du musée.